# Olvera
Olvera là một đô thị trong tỉnh Cádiz, Tây Ban Nha. Theo điều tra dân số 2005 đô thị này có dân số là 8.585 người.

## Dân số
| 1999  | 2000  | 2001  | 2002  | 2003  | 2004  | 2005  |
| ----- | ----- | ----- | ----- | ----- | ----- | ----- |
| 8,818 | 8,685 | 8,538 | 8,614 | 8,584 | 8,549 | 8,585 |

Source: INE (Spain)